# Ettingen
Ettingen (toponimo tedesco) è un comune svizzero di 5 041 abitanti del Canton Basilea Campagna, nel distretto di Arlesheim.

## Geografia fisica
È uno dei comuni della valle di Leimental. Si trova a 331 m s.l.m. e presente un'estensione di  6,35 km²; di questi, il 35% è costituito da terreni agricoli, il 50% da boschi e il 15% di insediamenti urbani.

## Storia

### Simboli
Lo stemma è costituito da uno scudo diviso in 4 parti, due di colore blu e due di colore bianco. Nel rettangolo bianco in alto a sinistra è raffigurata una croce rossa.

## Monumenti e luoghi d'interesse
- Chiesa cattolica dei Santi Pietro e Paolo, eretta nel XV-XVIII secolo[1].

## Società

### Evoluzione demografica
L'evoluzione demografica è riportata nella seguente tabella:
Abitanti censiti

### Etnie e minoranze straniere
La percentuale di stranieri è del 12,9%.

### Religione
Il 44% degli abitanti di Ettingen sono cattolici e il 29% protestante.

## Amministrazione
Ogni famiglia originaria del luogo fa parte del cosiddetto comune patriziale e ha la responsabilità della manutenzione di ogni bene ricadente all'interno dei confini del comune.